# Turgut Reis

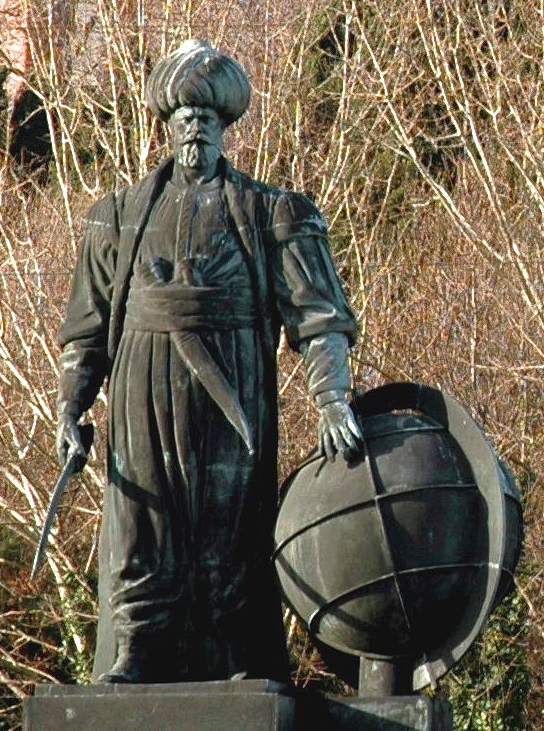
Turgut Reis

Turgut Reis (1485 - 23 juni 1565) was een admiraal van het Ottomaanse Rijk en op enig moment bey van Algiers, beylerbey van het Middellandse Zeegebied, pasha en bey van Tripoli. In verschillende talen wordt zijn naam anders weergegeven: Dragut of Darghouth, maar in het Turks van zijn geboorteland is het Turgut Reis (reis = kapitein) of minder algemeen Torgut Reis.

## Begin
Turgut was geboren dicht bij Bodrum, op de Egeïsche kust van Turkije, als zoon van een Turkse landbouwer genaamd Veli. Op de leeftijd van 12 werd hij opgemerkt door een Ottomaanse bevelhebber vanwege zijn buitengewone talent in het gebruik van speren en pijl-en-boog. Met toestemming van zijn ouders werd hij als leerling kanonnier aangenomen.
Turgut vergezelde zijn meester bij de verovering van Egypte in 1517 en nam aan de gevechten deel als kanonnier. Hij verbeterde zijn vaardigheden op dit gebied verder tijdens zijn aanwezigheid in Caïro. Na de dood van zijn meester ging Turgut naar Alexandrië en begon een carrière als zeeman en sloot zich aan bij de vloot van Sinan Reis. Vanwege zijn succes bij het kanonneren van vijandelijke schepen werd hij een van de favorieten van de beroemde zeerover. Turgut werd snel een ervaren zeeman en werd kapitein van een eigen schip. In de Oostelijke Middellandse Zee onderschepte hij veel schepen op de routes tussen Venetië en de eilanden in de Egeïsche Zee.
In 1520 sloot aan hij zich bij de vloot van Barbarossa Hayreddin, die zijn beschermer en beste vriend zou worden. Turgut werd al spoedig de belangrijkste luitenant van Barbarossa en kreeg het bevel over twaalf galeien. In 1526 veroverde Turgut Reis de vesting van Capo Passero op Sicilië. Tussen 1526 en 1533 viel hij meerdere keren de havens van het koninkrijk Sicilië en het koninkrijk Napels aan, en onderschepte hij schepen die tussen Spanje en Italië voeren. In mei 1533 veroverde Turgut Reis twee Venetiaanse galeien dicht bij het eiland Egina.
In juni en juli 1538 vergezelde hij Barbarossa bij diens achtervolging van admiraal Andrea Doria over de Adriatische Zee, het veroveren van diverse plaatsen op de kust van Albanië, aan de Golf van Preveza en op het eiland Lefkada. In augustus 1538 veroverde Turgut Reis plaatsen op Kreta en ander Venetiaans bezit in de Egeïsche Zee.
Turgut Reis was bevelhebber van de achterhoede van de Turkse vloot bij de zeeslag van Preveza in 1538. Hij veroverde bij die gelegenheid de Pauselijke galei onder bevel van Giambattista Dovizi, de ridder die ook abt van Bibbiena was, en nam hem en zijn bemanning mee als gevangenen.
In 1539 heroverde Turgut Reis met 36 schepen Castelnuovo van de Venetianen, die de stad van de Ottomanen hadden ingenomen. Tijdens het gevecht bracht hij twee Venetiaanse galeien tot zinken en veroverde drie andere. In hetzelfde jaar landde hij op Korfoe, leverde slag met 12 Venetiaanse galeien onder het bevel van Francesco Pasqualigo en veroverde de galei van Antonio da Canal. Hij landde later op Kreta en vocht tegen de Venetiaanse cavalerie onder het bevel van Antonio Calbo. Ten slotte werd hij dat jaar benoemd tot gouverneur van Djerba.
Vroeg in 1540 veroverde Turgut Reis verscheidene Genuese schepen voor de kust van Santa Margherita Ligure. In april 1540 landde hij met 15 schepen op Gozo en ontzette dit eiland. Hij landde later in Pantelleria en overviel de kusten van Sicilië en Spanje met een vloot van 25 schepen. Turgut veroorzaakte daarbij zo veel schade dat Andrea Doria door keizer Karel V werd bevolen om hem met een vloot van 81 schepen te achtervolgen.
Turgut werd uiteindelijk door deze vloot gevonden terwijl hij zijn schepen liet herstellen in de haven van Girolata, Corsica. Hij werd hier aangevallen door de eenheden van Giannettino Doria (de neef van Andrea Doria), Giorgio Doria en Virginio Orsini. De grote Ottomaanse zeeheld werd gevangengenomen en was bijna vier jaar galeislaaf op het schip van Giannettino Doria. Barbarossa bood zoals gebruikelijk losgeld aan voor zijn onderbevelhebber maar dat werd afgewezen. In 1544, toen Barbarossa van Frankrijk met 210 schepen terugkeerde waarheen hij door sultan Suleiman was gestuurd om Frans I van Frankrijk in zijn strijd tegen Spanje bij te staan, verscheen hij voor Genua, belegerde die stad en dwong onderhandelingen over de vrijlating van Turgut Reis af.
Andrea Doria verzocht Barbarossa om de kwestie in zijn paleis in Fassolo te komen bespreken en de twee admiraals bereikten een akkoord over de vrijlating van Turgut Reis tegen een som van 3.500 gouden dukaten.
Barbarossa gaf Turgut zijn tweede vlaggenschip en het bevel over een vloot schepen. Hiermee zette hij zijn activiteiten voort op Corsica, Gozo, Sicilië, Capraia, op de kust van Italië en Tunesië.
In juni 1546 kreeg Andrea Doria van keizer Karel V de opdracht om Turgut Reis vanaf Malta te bedwingen, en hij stationeerde zijn troepen bij het eiland Favignana. De twee admiraals kwamen elkaar echter niet tegen omdat Turgut Reis in augustus 1546 naar Toulon was gevaren en daar enkele maanden bleef om rust en veiligheid in deze Franse haven te vinden.

## Bevelhebber Ottomaanse vloot
Na de dood van Barbarossa in juli 1546 volgde Turgut hem op als opperste bevelhebber van de zeekrachten van de Ottomanen in het Middellandse Zeegebied. In juli 1547 viel hij nogmaals Malta aan met een vloot van 23 galeien en galjoten.
Turgut Reis landde bij Marsa Scirocco, het zuidelijkste punt van Malta en liet zijn troepen optrekken naar de kerk van Santa Caterina. De wachten van de kerktoren vluchtten zodra zij de troepen van Turgut Reis zagen zonder het buskruit aan te steken dat als signaal moest dienen om de inwoners te waarschuwen. Na het veroveren van Malta ging Turgut Reis naar Capo Passero in Sicilië, waar hij de galei van Giulio Cicala, zoon van hertog Vincenzo Cicala veroverde. Hij voer later naar de Eolische Eilanden, waar hij bij Salina een Maltees handelsschip veroverde met een waardevolle lading. Vandaar voer Turgut naar Apulië waar tegen het eind van juli 1547 Salve aangevallen werd. Vervolgens ging het verder naar Calabrië waar de plaatselijke bevolking zich gedwongen voelde de bergen in te vluchten. Ten slotte ging Turgut Reis dat jaar met zijn zeemacht naar Corsica en veroverde daar een aantal schepen.

## Bey van Algiers
In 1548 werd Turgut Reis door Süleyman I benoemd tot beylerbey (belangrijkste gouverneur) van Algiers. In datzelfde jaar gaf hij het zeearsenaal van Djerba opdracht tot de bouw van een enorme galei waarin telkens vier roeiers naast elkaar waren gezeten. In augustus 1548 landde hij in Castellamare Di Stabia in de Golf van Napels en veroverde de stad en het nabijgelegen Pozzuoli. Van daar ging hij naar Procida. Een paar dagen later veroverde hij een Spaans galei die met troepen en goud werd geladen in Capo Miseno dicht bij Procida. In dezelfde periode veroverde hij een Malteser galei, La Caterinetta, in de Golf van Napels. Het schip was geladen met 70.000 gouden dukaten die door de Maltese ridders waren ingezameld in de kerken van Frankrijk om de verdediging van Tripoli te versterken, dat toen onder Malteser controle was.
Zijn kaperactiviteiten tussen 1548 en 1550 strekten zich uit van Tunesië tot Spanje en Genua.
In juni 1550 vielen Andrea Doria en grootmeester Claude de la Sengle van de Maltese ridders Mahdia in Tunesië aan. Turgut keerde na een aanval op Rapallo via Spanje, de Tyrreense Zee en Sardinië terug naar Djerba. Daar hoorde hij dat Mahdia en Tunis waren aangevallen. Hij verzamelde een leger van 4500 soldaten en 60 sipahis en marcheerde naar Mahdia om samen met de daar al aanwezige troepen de stad te ontzetten. Hij slaagde daar niet in en keerde naar Djerba terug.
In september 1550 werd Mahdia overgegeven aan de gezamenlijke Spaans-Siciliaans-Maltese strijdmacht. Ondertussen herstelde Turgut Reis zijn schepen bij het strand van Djerba. In oktober verscheen Andrea Doria met zijn vloot bij Djerba en blokkeerde de ingang van de lagune van het eiland met zijn schepen. Turgut Reis wist zijn schepen door middel van haastig gegraven kanalen en zwaar ingevette overhalen te laten ontsnappen naar de overkant van het eiland. Daar slaagde hij er in twee vijandelijke galeien te veroveren, een Genuese en een Siciliaanse die naar Djerba onderweg waren. De prins Abu Beker, zoon van de sultan van Tunis, die een bondgenoot van Spanje was bevond zich op de Genuese galei.
Na aankomst in Istanboel mobiliseerde Turgut Reis, gemachtigd door de Sultan Suleiman, een vloot van 114 schepen met 12.000 Janitsaren en ondernam een expeditie tegen de Venetiaanse havens, waarbij veel schepen vernield werden. In mei 1551 landde dit leger op Sicilië en bombardeerde de stad Augusta. Dit was een wraakneming op de onderkoning van Sicilië vanwege diens rol bij de invasie en de vernietiging van Mahdia, waar de meeste inwoners door de gezamenlijke Spaans-Siciliaans-Maltese bezetters waren afgeslacht.
Daarna werd wederom geprobeerd Malta te veroveren, maar dit bleek onmogelijk. Toen ging men naar het naburige eiland Gozo, waar de citadel dagenlang werd gebombardeerd. De gouverneur van de Maltezer ridders daar, Galatian de Sesse, vond langer verzet zinloos en gaf de citadel over. Vrijwel de volledige bevolking van Gozo (ongeveer 5.000 mensen) werd gevangengenomen en als slaaf naar Libië getransporteerd. Ook de vloot van Turgut Reis voer daarheen met het doel de strategische havenstad Tripoli en omgeving te veroveren.

## Bey van Tripoli
In augustus 1551 viel Turgut Reis de stad Tripoli aan, die sinds 1530 bezit was van de Maltezer ridderorde. Gaspard de Vallier, de bevelhebber van het fort, werd gevangengenomen samen met andere prominente ridders van Spaanse en Franse oorsprong. Na interventie van de Franse ambassadeur in Istanboel werd Gabriel d'Aramont, een Franse ridder, vrijgelaten. Een lokale leider, Aga Murat, werd aanvankelijk geïnstalleerd als gouverneur van Tripoli, maar later nam Turgut zelf de macht over. Uit erkenning van zijn verdiensten, kende sultan Suleiman Tripoli en het omringende grondgebied toe aan Turgut, samen met de titel van bey Sanjak (gouverneur van de provincie).
In september 1551 voer Turgut Reis naar Ligurië. Hij veroverde de stad van Taggia en andere havens van Italiaanse Rivièra na met Ottomaanse troepen op het strand van Riva Brigoso te zijn geland. Later dat jaar keerde hij naar Tripoli terug en breidde daar zijn grondgebied uit naar het westen en zuiden.

## Slag van Ponza
In 1552 benoemde sultan Suleiman Turgut Reis tot bevelhebber van de vloot die hij naar Italië stuurde op basis van een verdrag tussen de sultan en koning Hendrik II van Frankrijk. Turgut Reis landde eerst in Augusta en Licata op Sicilië, alvorens het eiland en het kasteel van Pantelleria te veroveren. In juli 1552 landde hij in Taormina en later maakte hij door bombardementen de havens aan de Golf van Policastro onbruikbaar. Hij landde ook bij Palmi en veroverde die stad. Daarna voer hij naar de Golf van Napels om een andere Ottomaanse vloot onder bevel van pasha Sinan en een Franse vloot onder bevel van Polin de la Garde te ontmoeten. Na aankomst op de afgesproken plaats ankerde Turgut Reis samen met de vloot van Sinan voor het strand van Scauri, dicht bij Formia. De Franse bondgenoten verschenen echter niet. Na verscheidene dagen wachten wilde pasha Sinan terug naar Istanboel, vanwege de order van de sultan om terug te keren in het geval van vertraging of uitstel. Turgut overtuigde Sinan echter om zich bij hem aan te sluiten waarna de gecombineerde vloot diverse havens van Sardinië en Corsica bombardeerde alvorens het eiland Ponza te veroveren. Vandaar voer de Turkse vloot naar Lazio en bombardeerde de havens die tot de Pauselijke Staten en het Koninkrijk Napels behoorden, hoewel Hendrik II de paus had verzekerd dat de vloot van de Ottomanen geen bezit van het Vaticaan zou beschadigen.
Wegens slecht weer voeren Pasha Sinan en Turgut Reis terug naar de Golf van Napels en landden in Massa Lubrense en Sorrento, beide steden veroverend. Zij veroverden later ook Pozzuoli en de volledige kustlijn tot Minturno en Nola.
Als reactie werd Andrea Doria met een vloot van 40 galeien van Genua naar Napels gestuurd. Toen de twee vloten slaags raakten, veroverde Turgut Reis zeven galeien met onder andere kolonel Madruzzi en veel Duitse soldaten van het Heilige Roomse Rijk aan boord. De twee vloten leverden op 5 augustus 1552 de Slag van Ponza waarbij Turgut Reis de Spaans-Italiaanse vloot onder Andrea Doria versloeg.

## Beylerbey van het Middellandse Zeegebied
Na deze overwinning benoemde sultan Suleiman Turgut tot beylerbey (belangrijkste regionale gouverneur) van de Middellandse Zee.
Tussen 1553 en 1556 veroverde Turgut Reis eilanden en kustplaatsen van Ragusa tot Toscane, Elba, Corsica en San Remo alvorens naar Istanbul terug te keren.

## Pasha van Tripoli
In maart 1556 werd Turgut Reis bevorderd tot de rang van pasha van Tripoli. Daar versterkte hij vervolgens de muren van de stad en de citadel en bouwde het buskruitbastion Dar Gr Barud. Hij versterkte ook de verdediging van de haven en bouwde de vesting Turgut (van Dragut) in plaats van de oude vesting van San Pietro.
In 1559 weerde Turgut een Spaanse aanval op Algiers af en sloeg een opstand in Tripoli neer. In datzelfde jaar veroverde hij een Maltees schip dicht bij Messina. De bemanning vertelde tijdens verhoren dat de ridders voorbereidingen troffen voor een grote aanval op Tripoli, daarom besloot Turgut terug te varen om de verdediging van de stad te versterken.

## Slag van Djerba
Ondertussen had hij vijanden gemaakt onder veel van de, in naam Ottomaanse maar in de praktijk onafhankelijke, heersers in Noord-Afrika. Een aantal besloot in 1560 tot een alliantie met onderkoning Cerda van Sicilië, die opdracht had van koning Filips II van Spanje om Tripoli te veroveren. Deze campagne eindigde in een mislukking toen een vloot onder pasha Piyale en Turgut Reis de vloot van de Heilige Liga van paus Pius V in de Slag van Djerba versloeg.
In juni 1561 landde Turgut op het eiland Stromboli. In juli 1561 veroverde hij zeven Maltese galeien onder het bevel van ridder Guimarens, die hij later na het betalen van een losgeld van 3.000 gouden dukaten vrijliet.
In 1561-1564 belegerde hij onder andere Napels, Capri en Oran.

## Belegering van Malta en dood
Toen de sultan Suleiman in 1565 opdracht gaf tot de belegering van Malta sloot Turgut Reis zich bij de strijdkrachten van de Ottomanen aan. Hij landde bij de toegang tot Marsa Muscietto, een kaap die nu naar hem Punt Dragut wordt genoemd. Op 17 juni 1565, tijdens intensieve bombardementen van de forten, sloeg een kanonschot in de grond dicht bij de Turkse batterij. Het puin van de inslag verwondde Turgut Reis dodelijk. Hij overleed op 23 juni 1565.
Zijn lichaam werd naar Tripoli vervoerd door Uluç Ali Reis en daar begraven.

## Nagedachtenis
Verscheidene oorlogsschepen van de marine van Turkije en passagiersschepen zijn genoemd naar Turgut Reis.
Turgut Reis geniet in Turkije grote bekendheid en ontzag, zijn geboortestad heet nu Turgutreis.
In verscheidene kuststeden van Ligurië in Italië, wordt Turgut Reis herinnerd met een jaarlijks Dragut festival.